# Sant Francesc de Borja (església de Betlem)
L'escultura de Sant Francesc de Borja és al costat dret de la porta principal de l'església de Betlem de Barcelona, i justament a l'altra banda hi ha la imatge de Sant Ignasi de Loiola, ambdues atribuïdes a l'escultor català Andreu Sala (1627-1700).

## Història
Francesc de Borja i d'Aragó (Gandia, 1510 - Roma, 1572) fou un religiós proclamat sant per l'església catòlica, essent el tercer general en l'orde jesuïta. Una de les seves intervencions vn ser la creació de la primera universitat de la Companyia de Jesús l'any 1547, a la seva localitat natal. Tenint constància des del principi dels treballs pastorals dels jesuïtes, ell va intentar ajudar a l'establiment d'aquests mentre era virrei de Catalunya i també quan va ser duc a Gandia, essent el primer contacte amb aquest grup.
Pels seus actes de bondat li van dedicar una escultura a la façana de l'església de Betlem.

## Descripció
És una escultura exempta en pedra, dempeus, datada el 1690. El sant porta sobre a la mà esquerra un llibre sagrat amb una calavera, i amb gest de misericòrdia aixeca el braç dret cap al cel. Va vestit amb l'hàbit de sacerdot i porta al cap l'aurèola sagrada. L'estàtua descansa sobre una lleixa decorada també amb figures geomètriques, i tota la composició és monòcroma. Als costats l'emmarquen dues columnes salomòniques amb el capitell d'ordre compost.